# Jan Appel
Johannes (Jan) Joachim Wilhelm Appel  (Mecklenburg-Voor-Pommeren, 22 augustus 1890 – Maastricht, 4 mei 1985) alias Max Hempel was een Duitse radencommunist die deelnam aan de Novemberrevolutie in 1918.

## Levensloop
Jan Appel werd in een dorp in Mecklenburg-Voor-Pommeren in 1890 geboren. Op de lagere school leerde Appel het scheepsbouwvak. Op 18-jarige leeftijd werd Appel, net als zijn vader, lid van de Sozial-demokratische Partei Deutschlands (SPD). 
Toen in 1914 de Eerste Wereldoorlog begon werd Appel op 24-jarige leeftijd gemobiliseerd in een grote colonne van drie tot vierduizend mensen die richting de loopgraven van Verdun werd gestuurd. Appel wist op het moment van aankomst al dat hij hier niet makkelijk wegkwam. Om weg te komen had Appel zich door zijn hand geschoten. Dit lukte hem, en zo kwam Appel weer terug in zijn beroep als scheepsbouwer.
Appel nam deel aan de oprichting van de KAPD in april 1920. Eind 1920 mocht Appel samen met zijn partijgenoot Franz Jung naar het Tweede Congres van de Komintern (Derde Internationale) om de KAPD te vertegenwoordigen. De gesprekken met Lenin, Boecharin en Radek waren echter niet succesvol. Om in Rusland voor het Tweede Congres aanwezig te zijn werden Appel en Franz Jung op een boot gesmokkeld door Hermann Knüfken, een communistische revolutionair en marinier. Het volgende jaar was Appel ook aanwezig op het Komintern, ditmaal op het Derde Congres samen met partijgenoten Herman Gorter, Karl Schröder, Otto Rühle en Fritz Rasch. In 1923 werd Appel tot en met 1925 gevangengenomen op beschuldiging van het aanzetten tot muiterij op het schip waarmee Appel en Jung in 1920 in Moskou waren aangekomen. In de gevangenis bestudeerde hij Het Kapitaal. Na zijn gevangenschap ging Appel naar Nederland met zijn eerste aantekeningen voor The Fundamental Principles of Communist Production and Distribution. In 1926 presenteerde Appel op twee discussiebijeenkomsten zijn ideeën over communistische productie en distributie. Deelnemers waren enkele leden van de KAPN, waaronder Herman Gorter. Herman Gorter was minder enthousiast en gaf veel kritiek. Gorter beriep zich op Lenins Staat en revolutie en vond dat de productie geregeld moest worden zoals bij de post en de spoorwegen. Appel schrok van Gorters geëmotioneerde reactie en vroeg aan kameraden wat er met hem aan de hand was. Gorter was op dat moment al ziek en overleed een klein jaar later.